# Resta
Den här sidan handlar om småorten i Örebro kommun, för herrgården i Enköpings kommun se Resta, Enköpings kommun.
Resta är en småort i Stora Mellösa socken i Örebro kommun i Närke.